# Raphael de Vol
Raphael Milton de Vol (* 21. Januar 1982 in Herdecke) ist ein ehemaliger deutscher Basketballspieler. Der 1,82 Meter große Aufbauspieler bestritt elf Partien in der Basketball-Bundesliga für Brandt Hagen.

## Laufbahn
De Vol spielte als Jugendlicher für den Nachwuchs von Brandt Hagen sowie zwischenzeitlich auch ein Jahr an einer Schule im US-Bundesstaat Florida. In der Saison 1999/2000 gab der Juniorennationalspieler für Hagen seinen Einstand in der Basketball-Bundesliga.
Im Spieljahr 2000/01 verstärkte der Aufbauspieler den Zweitligisten UBC Münster und kehrte dann nach Hagen zurück. Er verbuchte weitere Bundesliga-Kurzeinsätze, der Durchbruch in der obersten deutschen Spielklasse gelang ihm aber nicht.
2003/04 spielte er für GV Waltrop in der Regionalliga sowie 2004/05 in Belgien beim Drittligisten BBC Willebroek. In der Saison 2005/06 trug er das Hemd des FC Schalke 04 in der 2. Bundesliga, nach einem kurzen Abstecher nach Ahaus (2. Regionalliga) spielte er während der Saison 2006/07 für den Zweitligisten SVD 49 Dortmund und dann für die BG Biggesee in der Oberliga.
Im Laufe des Spieljahres 2007/08 stand de Vol zunächst für Citybasket Recklinghausen (2. Regionalliga), dann kurz für den TV Werne (ebenfalls 2. Regionalliga) und die Schwelmer Baskets (1. Regionalliga) auf dem Feld.